# 음력 2월 29일
음력 2월 29일은 음력 2월의 29번째 날이다.

## 사건
- 1999년 - 대한항공 6316편 추락 사고 발생.

## 문화
- 1885년 - 제중원 설립.
- 1980년 - 동양방송 여의도 본사 개관.

## 탄생
- 1978년 - 대한민국의 래퍼 천명훈(하모하모,NRG).
- 1979년
  - 대한민국의 가수 겸 배우 이지훈.
  - 대한민국의 희극인 김진철.
- 1989년 - 영국의 배우 릴리 제임스.
- 1996년 - 중국의 배우 린윈.

## 같이 보기
- 음력 360일: 1월 2월 3월 4월 5월 6월 7월 8월 9월 10월 11월 12월
- 전날:2월 28일 다음날:2월 30일 - 전달:1월 29일 다음달:3월 29일
- 양력:2월 29일
- 음력, 윤달